# Allylové napětí

Allylové napětí u obecného alkenu

Allylové napětí (označované také jako A1,3 napětí, 1,3-allylové napětí, nebo A-napětí) je druh chemického napětí mezi substituenty na jednom konci molekuly alkenu a allylovým substituentem na druhém konci. Pokud jsou substituenty (R a R') dostatečně velké, tak se mohou navzájem stericky ovlivňovat do té míry, že jeden konformer je energeticky mnohem výhodnější než druhý.
Allylové napětí bylo poprvé odborně popsáno v roce 1965 při výzkumu konformací cyklohexenu, včetně endo- a exocyklických dvojných vazeb, kdy se ukázala nevýhodnost některých konformací způsobená geometrií dvojných vazeb. Tyto vlastnosti způsobované allylovým napětím lze využít v asymetrické syntéze.

## Energie allylového napětí
Najít přesnou definici energie napětí molekuly je obtížné, takže se jednotlivé definice i hodnoty podle nich zjištěné mohou lišit. Jedna z možností je založena na rovnováze mezi konformacemi. Srovnáním slučovacích tepel jednotlivých konformerů je možné získat celkovou hodnotu ΔHeq, která poskytuje údaje o relativní stabilitě jednotlivých konformerů a vliv allylového napětí na tuto rovnováhu. Slučovací tepla lze určit experimentálně kalorimetrií; častěji se ale používají vypočtené hodnoty, které se získávají snadněji.
K různým způsobům odhadu entalpie konformační rovnováhy patří Westheimerova metoda, metoda homomorfů, a odhady entalpií nevazebných interakcí v molekule. Protože jsou všechny tyto metody přibližné, tak se mohou hodnoty získané u stejné molekuly lišit a určení je jen orientační.

### Alkeny

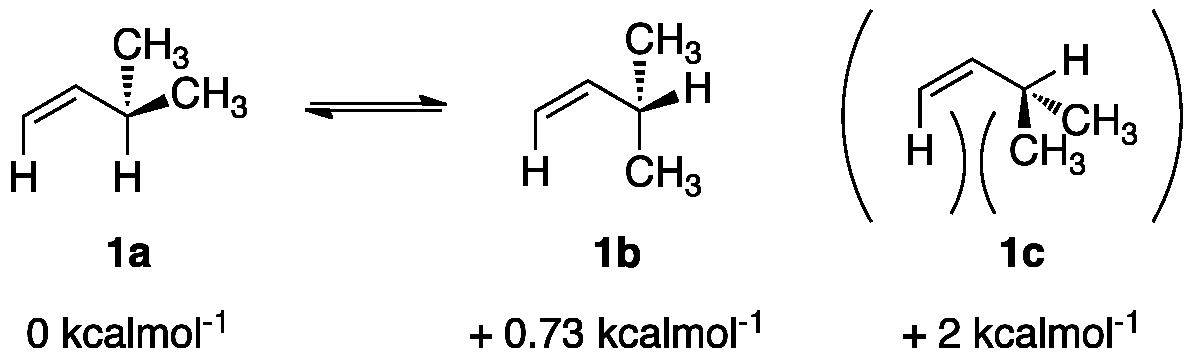
Vypočtené rotační energie různých konformací 3-methylbut-1-enu; allylové napětí je nejsilnější u 1c, tento konformer má tak nejvyšší energii.

Nejjednoduššími molekulami vykazujícími allylové napětí jsou alkeny. U 3-methylbut-1-enu způsobují interakce mezi vodíkem a dvojicí methylových skupin změnu entalpie o přibližně 8 kJ/mol. S nárůstem velikosti substituentu rostou i rozdíly mezi entalpiemi jednotlivých rotamerů, například u 4-methylpent-2-enu, který má oproti 3-methylbut-1-enu jednu methylovou skupinu navíc, má nejenergetičtější konformer energii okolo 15 kJ/mol.

### Cyklické molekuly

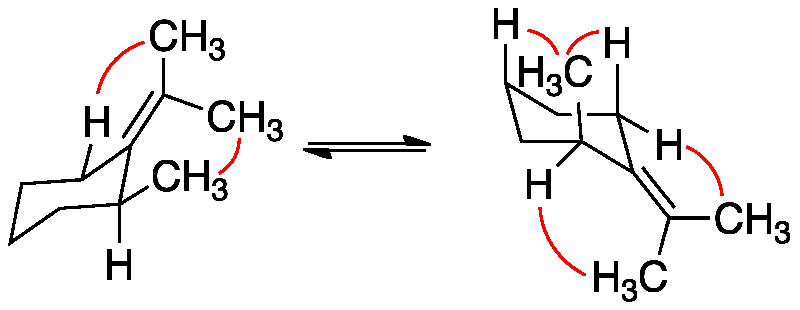
Různé interakce způsobující allylové napětí

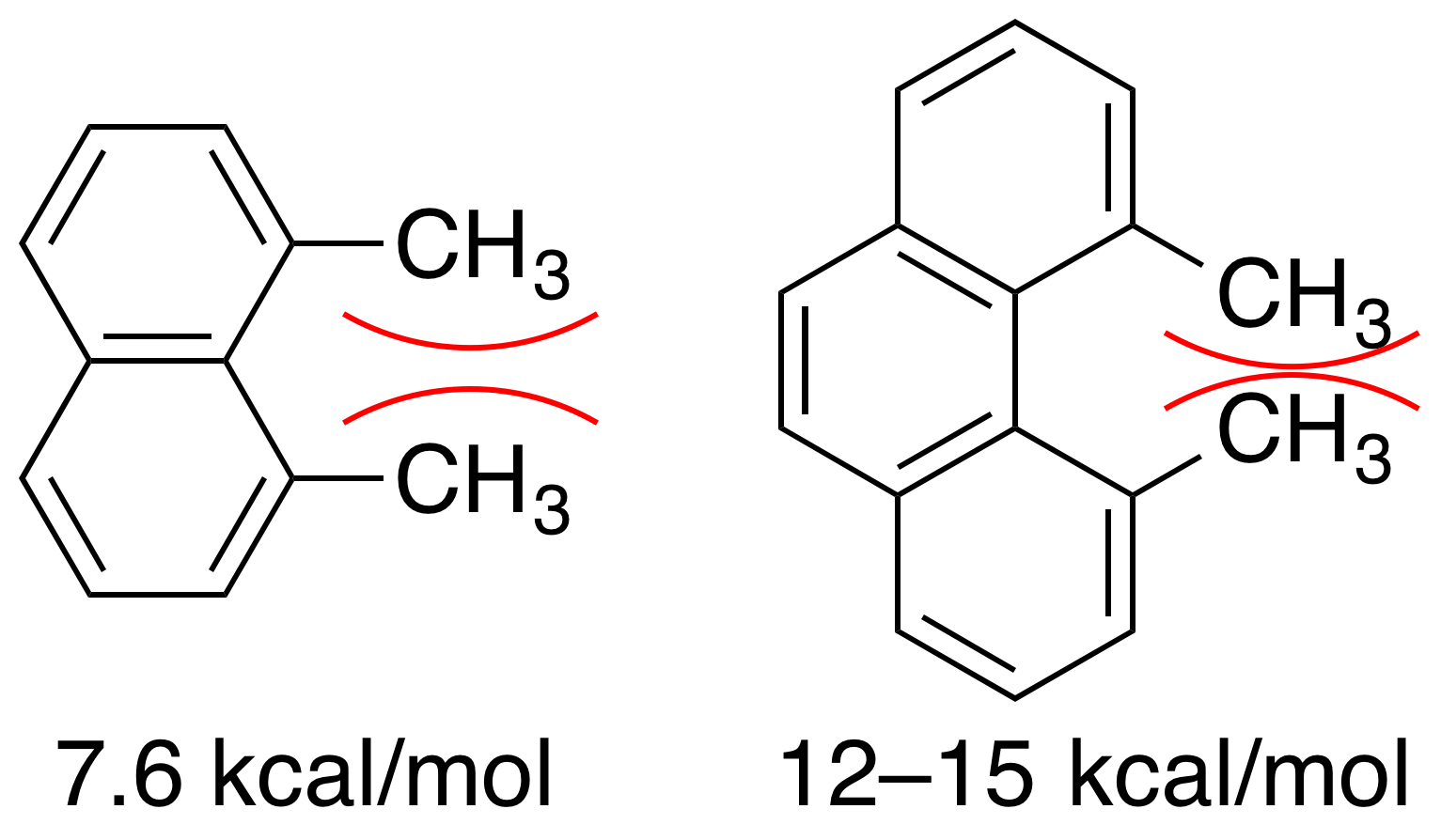
1,8-dimethylnaftalen a 4,5-dimethylfenanthren

V cyklických molekulách se k určování allylového napětí převážně využívají nevazebné 1,3-diaxiální interakce, jejich energie jsou známy. Na základě rozdílů energií těchto interakcí pro jednotlivé konformery lze odhadnout rovnovážné entalpie. Předpokládaná energie napětí v methylidencyklohexanu je 19 kJ/mol, u 1,3-diaxiálního napětí 3,8 kJ/mol, u interakcí vodíku s methyly 5,4 kJ/mol a v případě interakcí mezi methyly činí 32 kJ/mol.
1,8-dimethylnaftalen by měl mít energii napětí 32 kJ/mol a 4,5-dimethylfenanthren 50-63 kJ/mol. U cyklických molekul bývá allylové napětí větší než u acyklických.´

## Vliv různých jevů
Energii allylového napětí ovlivňuje několik faktorů. Snížení napětí vyvolaného interakcemi mezi dvojicí methylových skupin bývá u cyklohexanů často dosahováno změnou konformace. Největší napětí má „lodičková“ konformace. U cis-alkenů způsobuje allylové napětí snahu molekul zaujmout strukturu, která je blíže k lineární.

### Velikost substituentů

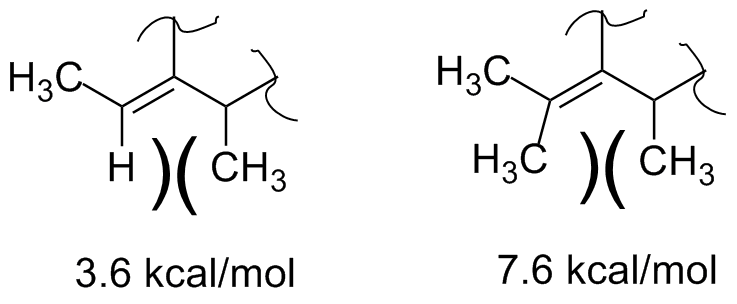
Intenzita allylového napětí se zvyšuje s velikostí interagujících substituentů.

Velikost substituentů v polohách 1 a 3 vzhledem k allylové skupině se na celkovém napětí často podílí nejvíce; větší substituenty vytváří větší napětí. Přiblížení velkých skupin navyšuje odpudivé Van der Waalsovy síly. Interakce mezi atomy vodíku a methylovými skupinami mohou vytvořit napětí o hodnotě 15 kJ/mol. Napětí u systému na obrázku vpravo, ovlivněná také interakcemi mezi methyly, byla odhadnuta na 32 kJ/mol.

### Polarita substituentů
Na allylové napětí má vliv také polarita substituentů, u stereoselektivity se polární skupiny chovají podobně jako velké substituenty. I v případech, kdy mají dvě skupiny podobné hodnoty parametru A, tak se polárnější skupina chová jako mnohem větší, protože je donorem elektronů. Polární skupiny zvyšují energie HOMO σ-systémů přechodných stavů, což způsobuje, že je pro ně výhodnější, aby polární skupina neinteragovala s 1,3-allylovým napětím.

#### Vodíkové vazby

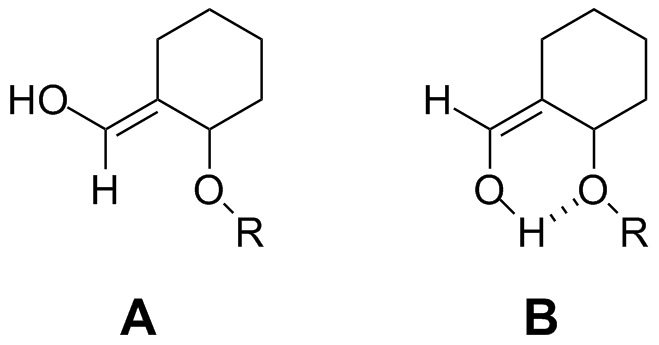
A je konformace, která bude v důsledku allylového napětí převažovat ve většině případů, ale, jak je naznačeno u B, může nastat stav, kdy vodíková vazba vytvoří jinou energeticky výhodnou konformaci a vyruší allylové napětí, takže je B stabilnější.

Při navázání některých polárních skupin se mezi substituenty mohou vytvořit vodíkové vazby. Tyto vodíkové vazby mohou překonat vliv allylového napětí a energeticky zvýhodnit konformace, při kterých jsou funkční skupiny k sobě blíže. K tomuto dochází, jestliže je allylový substituent av poloze 1 donorem vodíkové vazby (nejčastější takovou skupinou je hydroxyl) a substituent v poloze 3 je akceptorem vodíkové vazby (často jde o ether). I v případech, kdy allylový systém může vytvořit konformaci, při které je akceptoru vystaven mnohem menší atom vodíku, bývá výhodnější vytvoření vodíkové vazby.

### Rozpouštědlo
Allylové napětí bývá ovlivňováno i použitým rozpouštědlem. Ve spojení s vlivy polarity lze k řízení konformace produktu použít také rozpouštědla obsahující allylové skupiny. Když polární rozpouštědlo obsahující objemné substituenty interaguje se substituenty na allylových skupinách, tak komplex rozpouštědla může reakci řídit ve prospěch menší skupiny.

### Konjugace

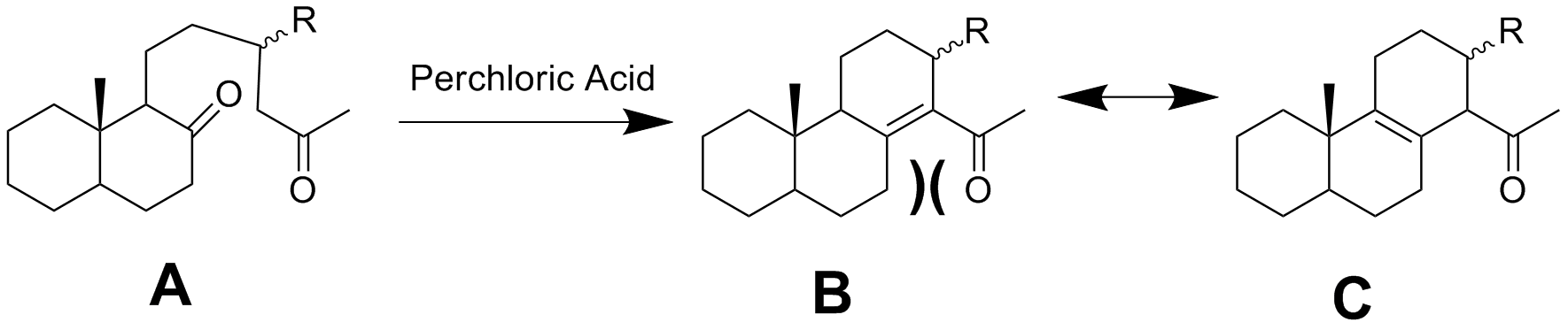
Molekula A se po přidání kyseliny chloristé cyklizuje. V důsledku allylového napětí na B tato molekula není konjugačně stabilizována a přeměňuje se na C; allylové napětí tak převáží nad stabilizací konjugovaným systémem.

Konjugace zvyšuje allylové napětí, protože dostává substituenty do konfigurace, ve které jsou atomy k sobě blíže a odpudivé Van der Waalsovy síly jsou tak silnější. Nejčastěji se tento jev objevuje v případech, kdy je na allylovou skupinu navázána ketonová nebo karboxylová. Rezonanční efekty karboxylové skupiny posouvají dvojnou vazbu CO směrem k hydroxylu. Karboxylová skupina se poté chová podobně jako hydroxylová, vytváří silné allylové napětí a ruší stabilizační vliv konjugovaného systému. Takovéto allylové napětí se využívá v mnohých enolizačních reakcích.
Pokud je možné jak, aby byla molekula součástí konjugovaného systému, tak také aby se zbavila allylového napětí, tak bývá hlavní formou ta, která se zbaví napětí, což lze ukázat například na níže uvedené cyklizaci.
Působením kyseliny chloristé se molekula A cyklizuje za vzniku konjugované molekuly B, ale v důsledku allylového napětí se přesmykuje na C, takže je C hlavním produktem. Míra destabilizace allylovým napětím tak převáží nad konjugační stabilizací.

### Kyselé prostředí

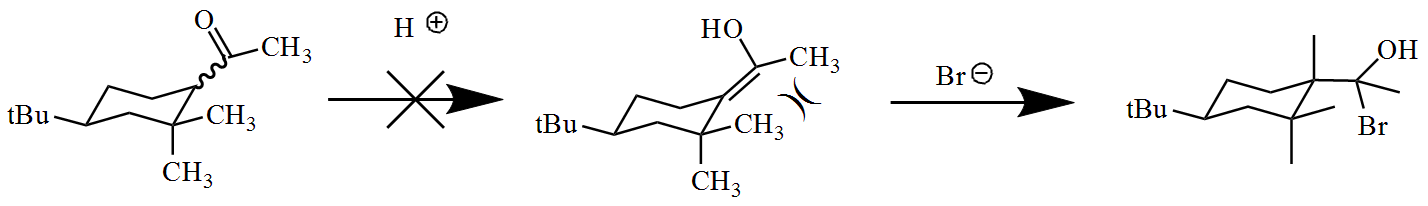
Ketoforma (vlevo) se v kyselém prostředí nemůže enolizovat, protože se vytváří allylové napětí (uprostřed). Za běžných termodynamických podmínek se tak molekula nemůže bromovat (vlevo).

Pokud se v bílzkosti allylové skupiny objevuje enolizace, tak A1,3 napětí může reakci téměř znemožnit. Kyselina obvykle alken naprotonuje, což posune dvojnou vazbu na karboxyl a vytvoří alkohol. Allylové napětí mezi alkoholem a druhou skupinou allylového systému je tak velké, že reakce za běžných termodynamických podmínek neprobíhá.
V zásaditém prostředí je enolizace rychlejší, protože karboxylová skupina zůstává v přechodném stavu a umožňuje molekule zaujmout konformaci, ve které se nevytváří allylové napětí.

## Využití

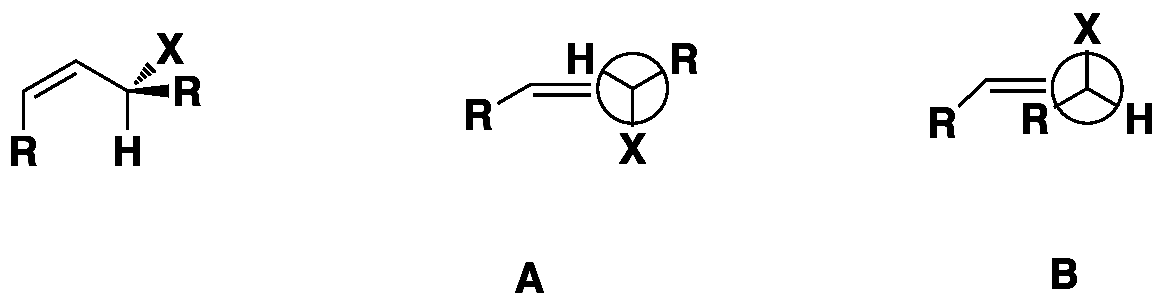

### Stereoselektivita organických reakcí

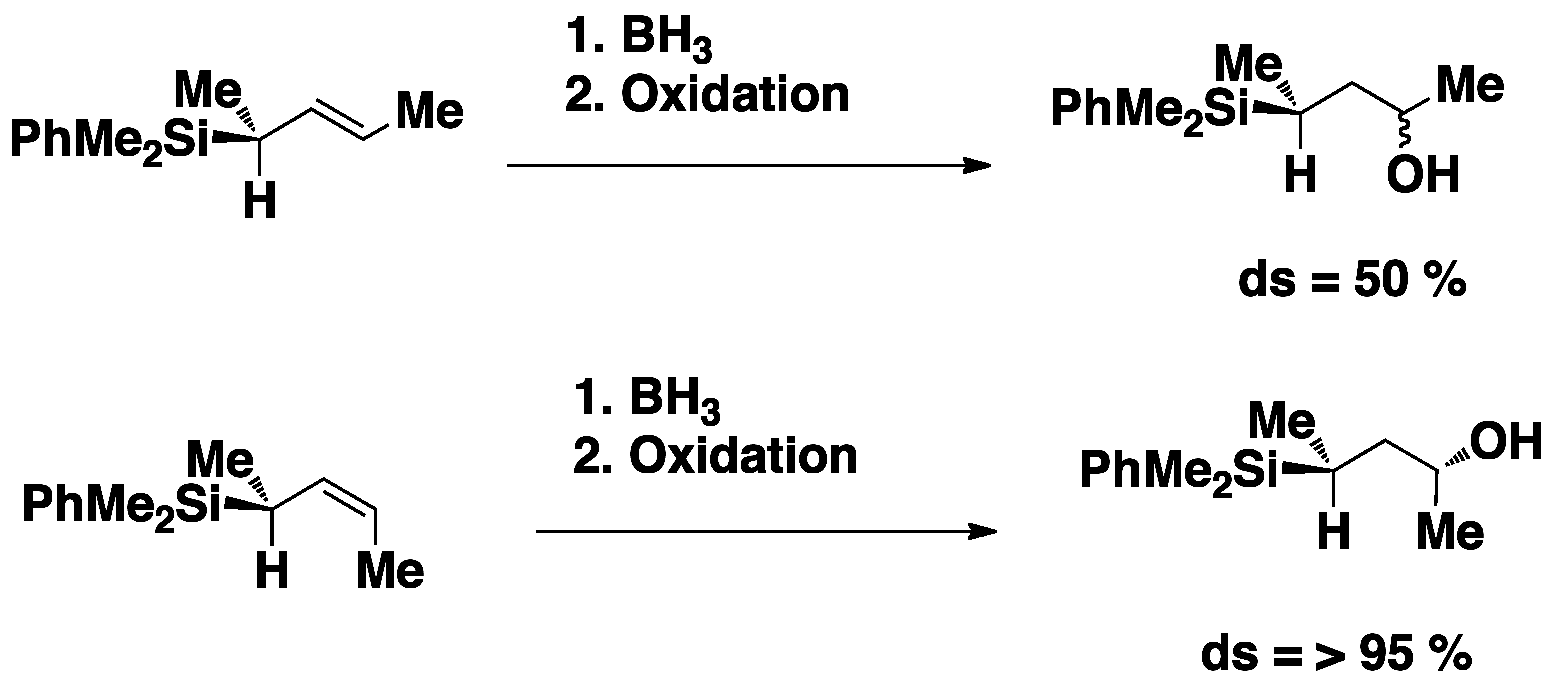

Allylové napětí může mít vliv na stereoelektronové vlastnosti produktů reakcí; například u (Z)-4-methylpent-2-enu molekula nezaujímá jen výhodnou konformaci, ale otáčí se s energií pod 4 kJ/mol v úhlu kolem 30°. U stereoselektivních reakcí vytváří allylové napětí sterické a elektronové efekty. Sterické způsobují, že největší skupina má snahu se navázat nejdále od alkenu. Elektronové mají za následek to, že orbitaly substituentů upřednostňují navazování anti- nebo vně.

### Hydroborace
Hydroborace mohou sloužit k přeměnám alkenů na alkoholy. Při těchto reakcích stereoselektivitu řídí trimethylsilylové skupiny (TMS), a to dvěma způsoby. Velikost TMS usnadňuje přednostní zaujmutí jedné konfigurace, kde je TMS nejdále od methylové skupiny. TMS má také na molekulu stereoelektronový účinek, kdy ji nutí zaujmout konformaci anti vůči řídicím orbitalům alkenu. Z hlediska regioselektivity TMS stabilizuje vznikající částečný kladný náboj na sekundárním uhlíku mnohem lépe než methyl.

### Aldolové reakce

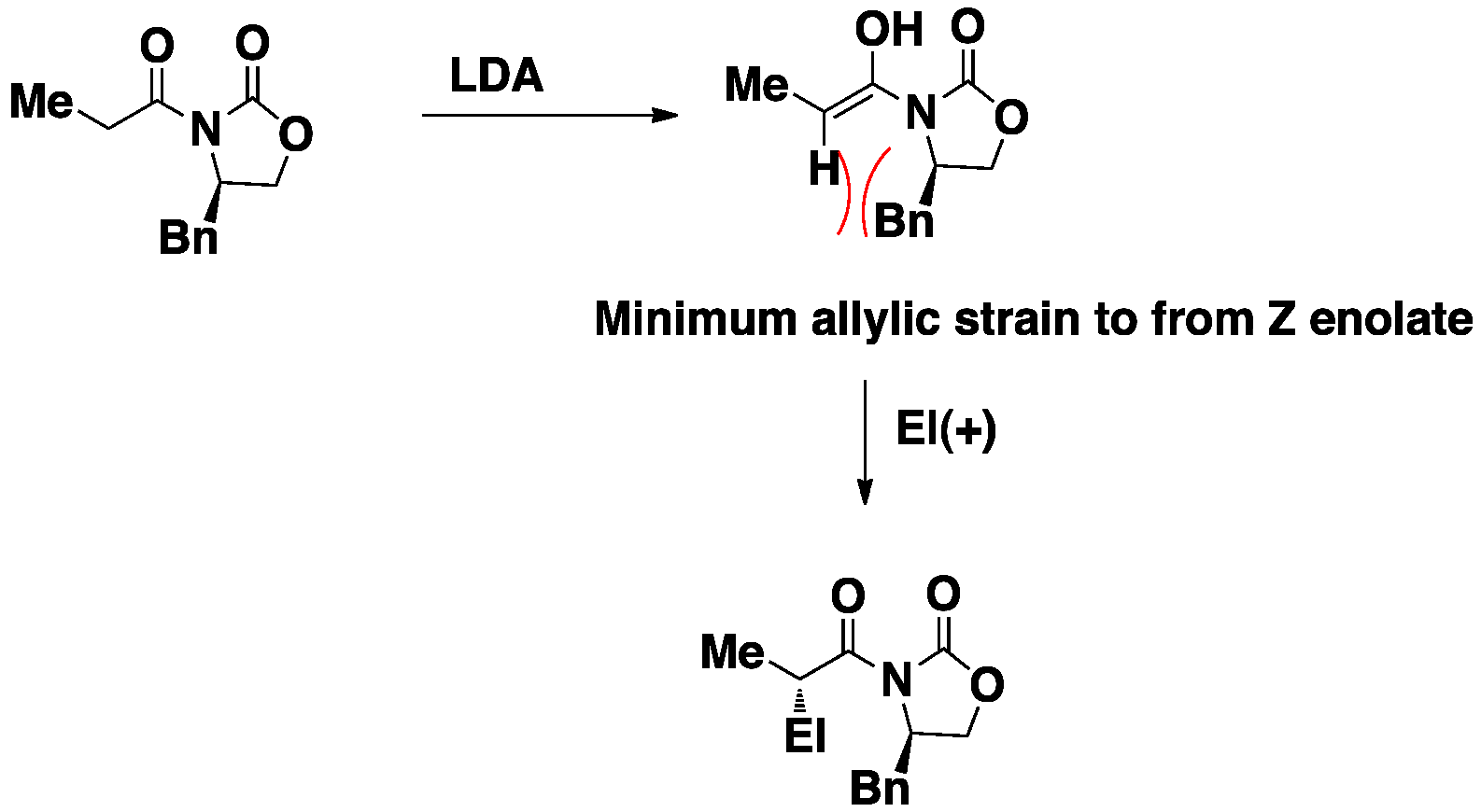

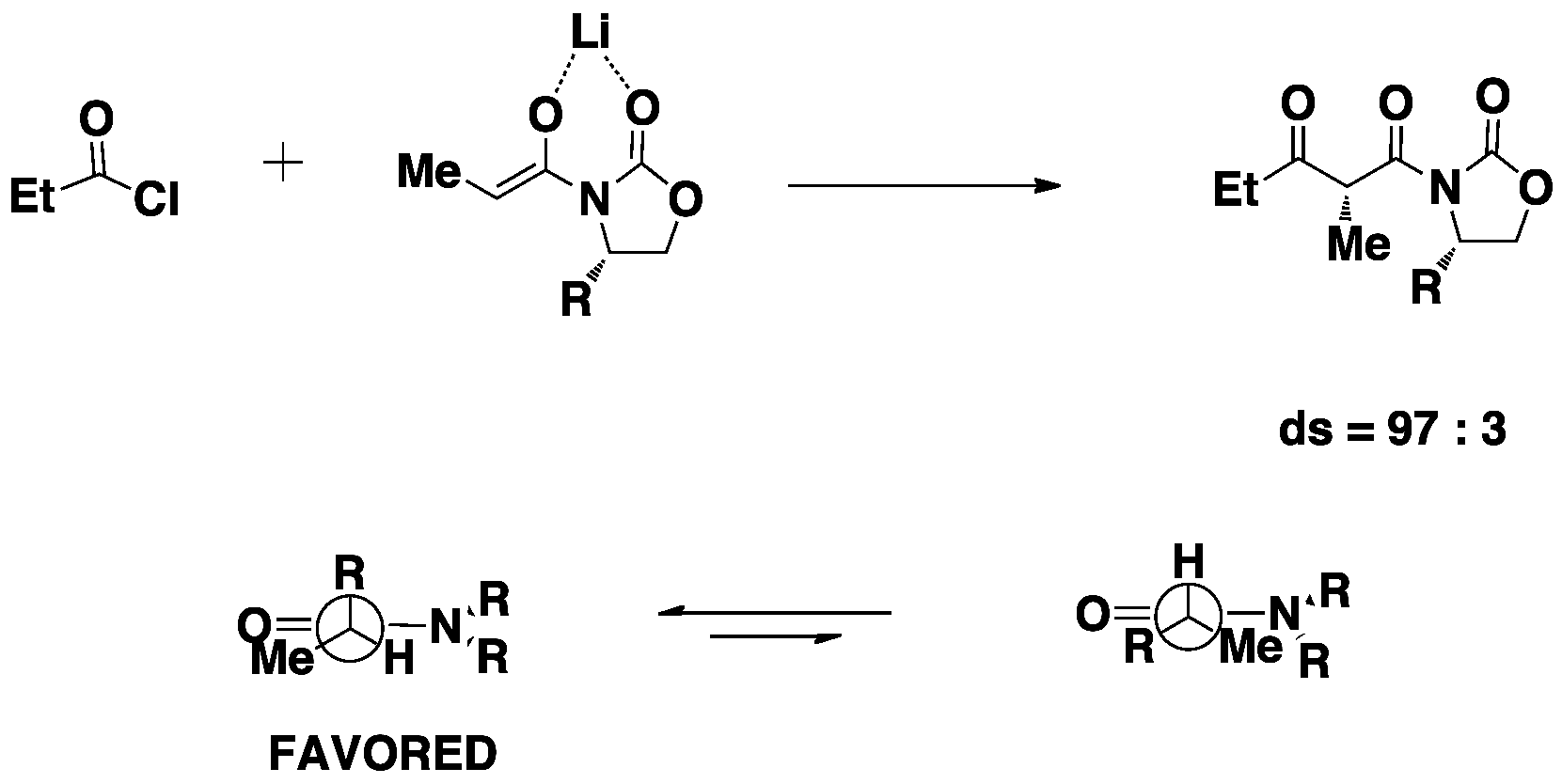

Také Evansovy aldolové reakce jsou významně ovlivňovány allylovým napětím. Ke snížení allylového napětí vyvolávaného oxazolidinony se používají Z-enoláty. Tvorba konkrétního enolaátu řídí stereochemii reakce ve prospěch jediného produktu a aldolové reakce jsou tak předvídatelným a užitečným nástrojem na syntézy chirálních molekul. Absolutní stereochemii určuje chiralita oxazolidinonu.
Aldolové reakce mohou být allylovým napětím ovlivněny také tak, že 1,3 dikarbonyl vznikající druhou aldolovou reakcí se tvoří s vysokou diastereoselektivitou, způsobenou omezením kyselosti protonu, jelikož k dosažení deprotonace musí reakce projít přes vytvoření allylového napětí u nevýhodné konformace. Ve výhodné konformaci není proton uspořádán způsobem potřebným pro uskutečnění deprotonace.

### Dielsovy-Alderovy reakce

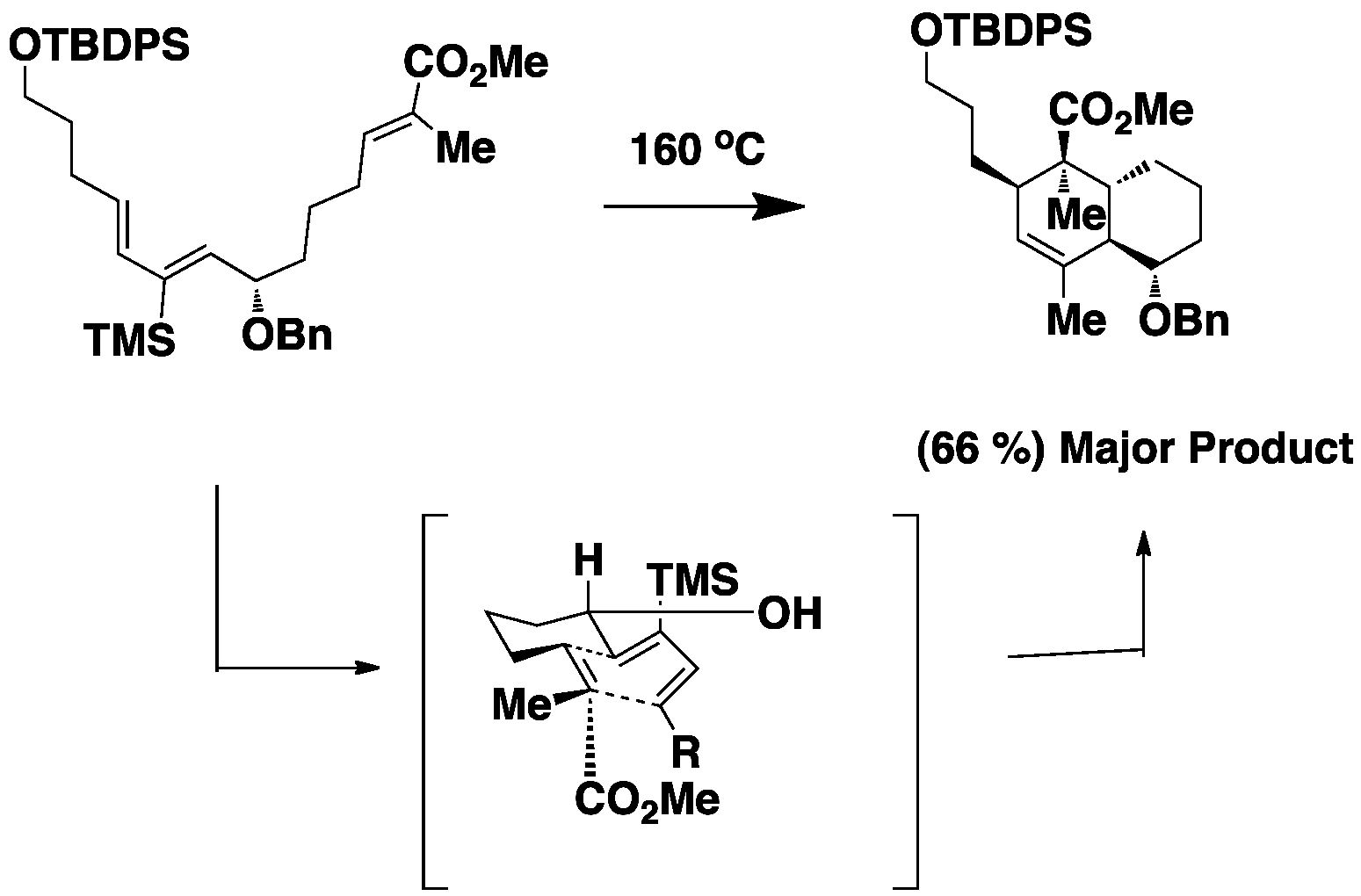

Při vnitromolekulárních Dielsových-Alderových reakcích lze dosáhnout asymetrické indukce pomocí allylového napětí na dienu nebo dienofílu.
V následujícím případě methylová skupina na dienofilu způsobí, že molekula v podobě šestičlenného kruhu zaujme jednu konkrétní konformaci.

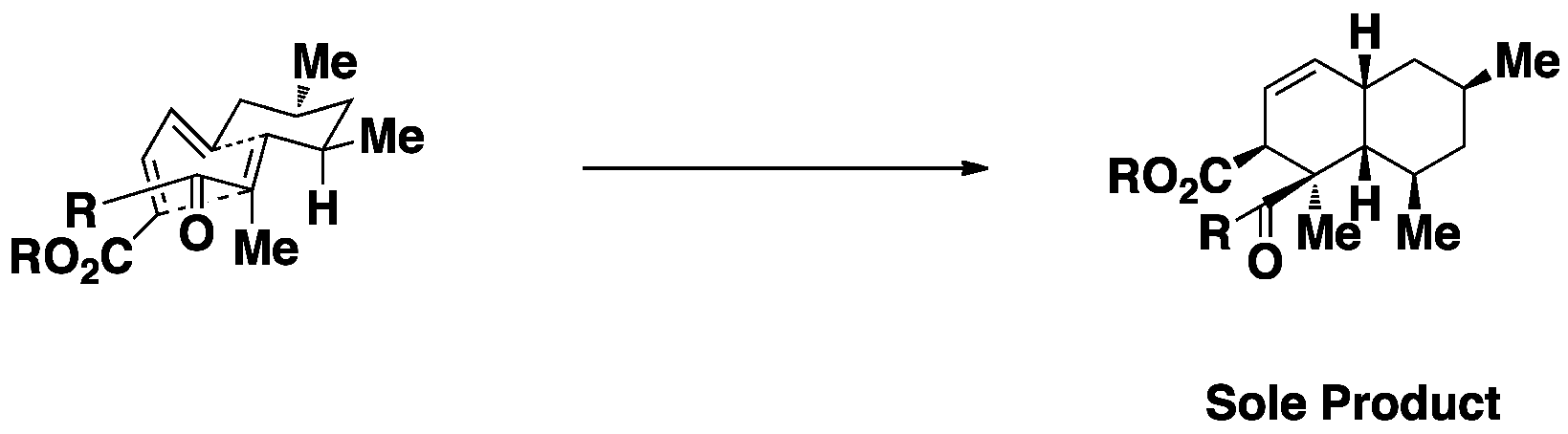

Při syntéze chlortrikolidu se vnitromolekulární Dielsovou-Alderovou reakcí vytvářela směs diastereomerů, ale po navázání trimethylsilylové skupiny, která vytvořila allylové napětí, vznikal požadovaný produkt s vysokou diastereoselektivitou a regioselektivitou i dobrou výtěžností.

### Totální syntézy

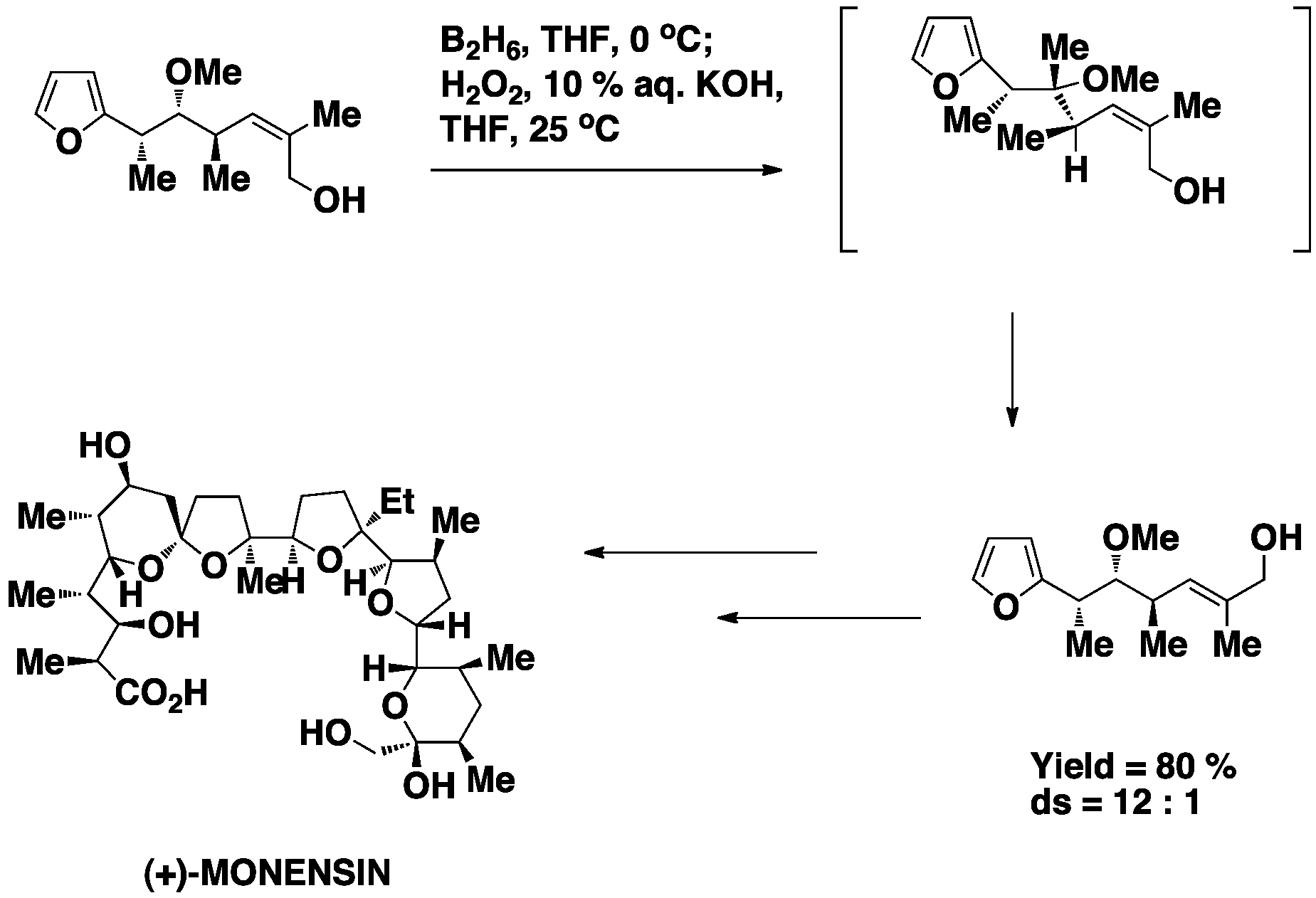

V totální syntéze (+)-monensinu bylo allylové napětí použito k dosažení asymetrického průběhu hydroboračně oxidační reakce; tato reakce proběhla regioselektivně a stereoselektivně. Regioselektivitu způsobil částečný kladný náboj na terciárním uhlíku. Stereoselektivita byla vyvolána atakem boranu ze stericky nejméně zatížené strany.